# John Bergqvist
John Bergqvist, född 10 oktober 1874 i Ludgo, död 27 januari 1953 i Enskede församling, Stockholm, var en svensk fotograf, filmregissör och filmproducent. 
Bergqvist öppnade en fotoateljé i Linköping 1901 och i slutet av 1905 öppnade han Linköpings första biograf. Han började producera film i liten skala främst för att skaffa film till den egna biografen, men han sålde också filmer till biografägare runt om i Sverige. Han grundade tillsammans med sin svåger Gustaf Berg ett filmlaboratorium 1907. Verksamheten växte och han blev VD för Etablissement Viking i Linköping 1908–1911, VD AB Etablissement Viking, Linköping 1911–1913, biografägare i Enskede 1915–1920, laboratoriechef vid Baltic Film Co. 1920–1925, laboratoriechef AB Hasse W. Tullberg 1920–1925, laboratoriechef AB Tullbergs Film från 1925. Bergqvist är begravd på Skogskyrkogården i Stockholm.

## Regi
- 1913 – Truls som mobiliserar
- 1913 – Lappens brud eller Dramat i vildmarken
- 1913 – Amors pilar eller Kärlek i Höga Norden
- 1930 – John Bergqvist, regissör

## Producent
- 1908 – En färd på Kinda Kanal

## Filmfoto i urval
- 1908 – En färd på Kinda Kanal
- 1911 – Badlif vid Mölle